# Kámfor-tejelőgomba
A kámfor-tejelőgomba (Lactarius camphoratus) a galambgombafélék családjába tartozó, az északi féltekén elterjedt, erdőkben élő, ehető gombafaj.

## Megjelenése
A kámfor-tejelőgomba kalapja 2-5 cm széles, alakja fiatalon domború, amely hamar kiterül, közepe bemélyedő lehet, esetleg kis púppal. Színe sötét narancs- vagy vörösbarna, feketésbarna. Felülete száraz, nem fényes, idővel sugarasan ráncos vagy egyenetlen. Széle sokáig aláhajló marad.
Húsa barnás vagy rózsásszürkés. Sérülésre fehér (idősen inkább vízszerű) tejnedvet ereszt. Frissen kissé poloskaszagú, idősen vagy megszáradva lestyán-, leveskocka- vagy cikóriaszagú; enyhe ízű, kesernyés utóízzel.
Lemezei sűrűk, tönkhöz nőttek. Színük fiatalon húsrózsás, majd vörösbarnák, esetleg a kihulló spóraportól szürkésfehéresek lesznek. Sérülésre barnán foltosodnak. 
Tönkje 2-6 cm magas és 0,5-1 cm vastag. Alakja szabálytalanul hengeres, törékeny, idősen üregesedik. Felülete bársonyos vagy sima. Színe sötét vörösbarna, az alján feketésbarna.
Spórapora halványsárgás, krémszínű. Spórája közel gömbölyű vagy széles elliptikus, felszíne tüskés, tüskék átlag 1 µm magasak, egyeseket finom hálózat köthet össze, mérete 7,5-8,5 x 6,5-7 µm.

### Hasonló fajok
A daróc-tejelőgomba és a poloskaszagú tejelőgomba hasonlít hozzá.

## Elterjedése és termőhelye
Eurázsiában, észak-Afrikában és Észak-Amerikában honos. Magyarországon nem gyakori.
Savanyú talajú lombos erdőkben, fenyvesekben él. Júniustól októberig terem.
Ehető, szárítva és porrá törve fűszerként is használatos.    

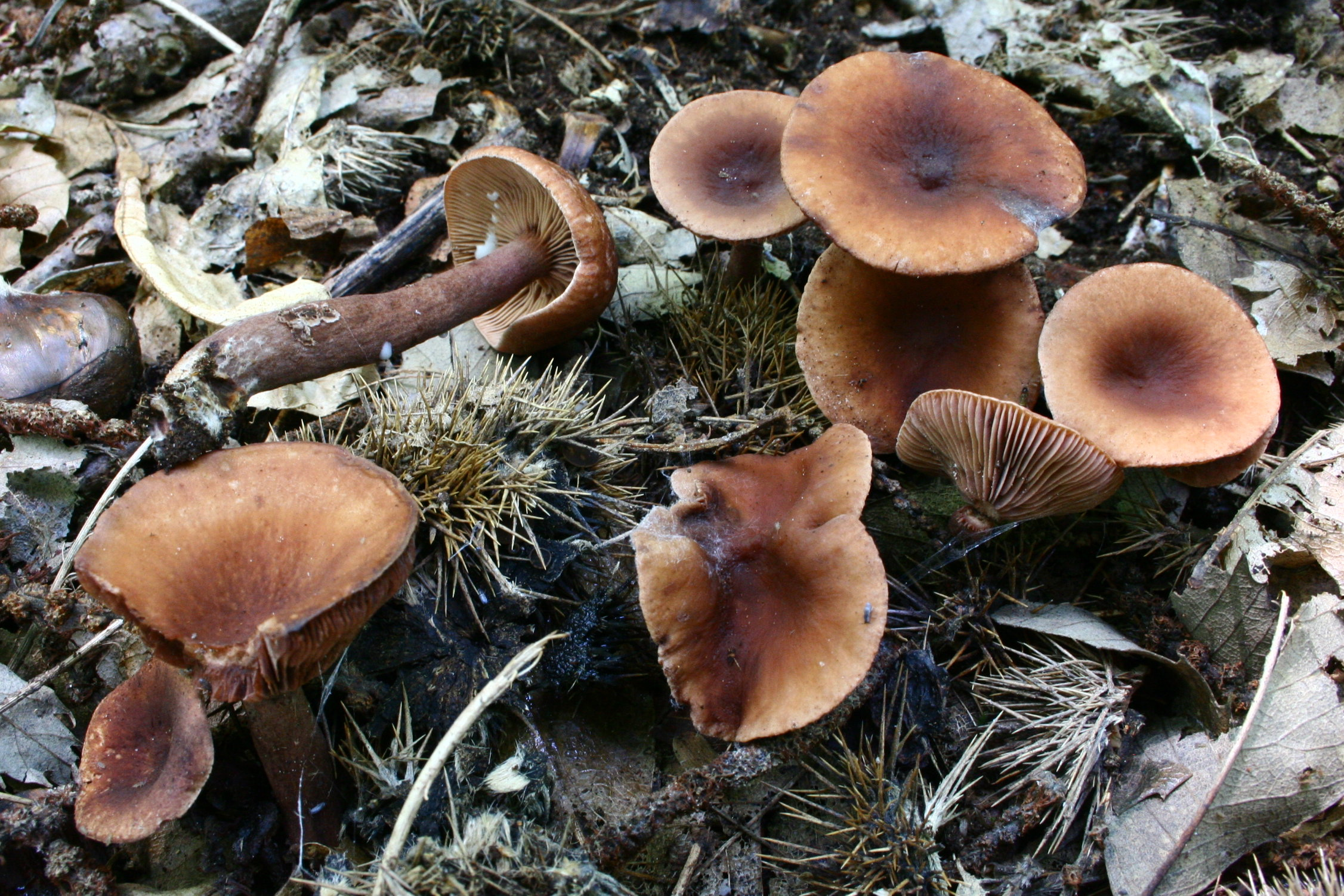
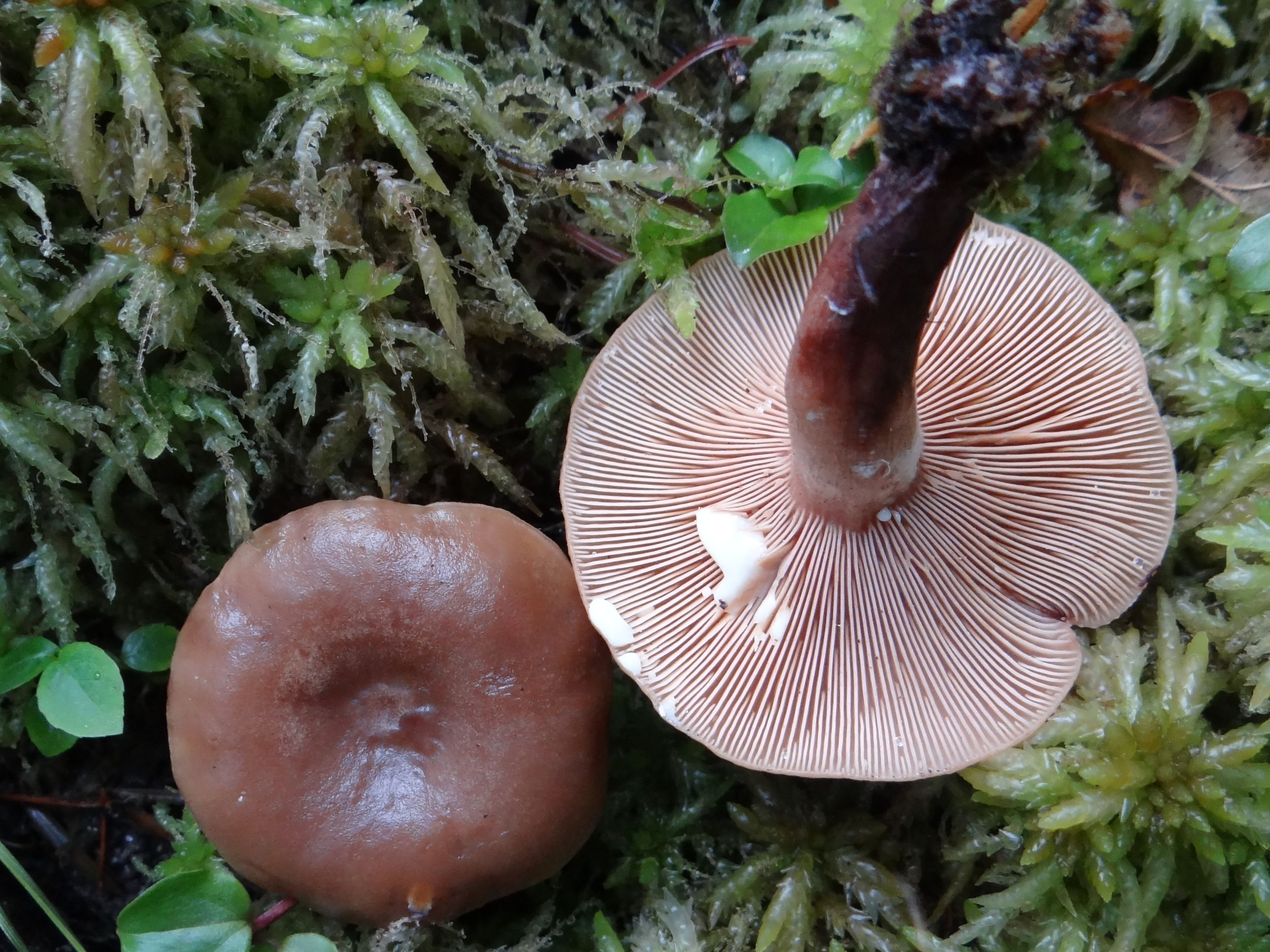
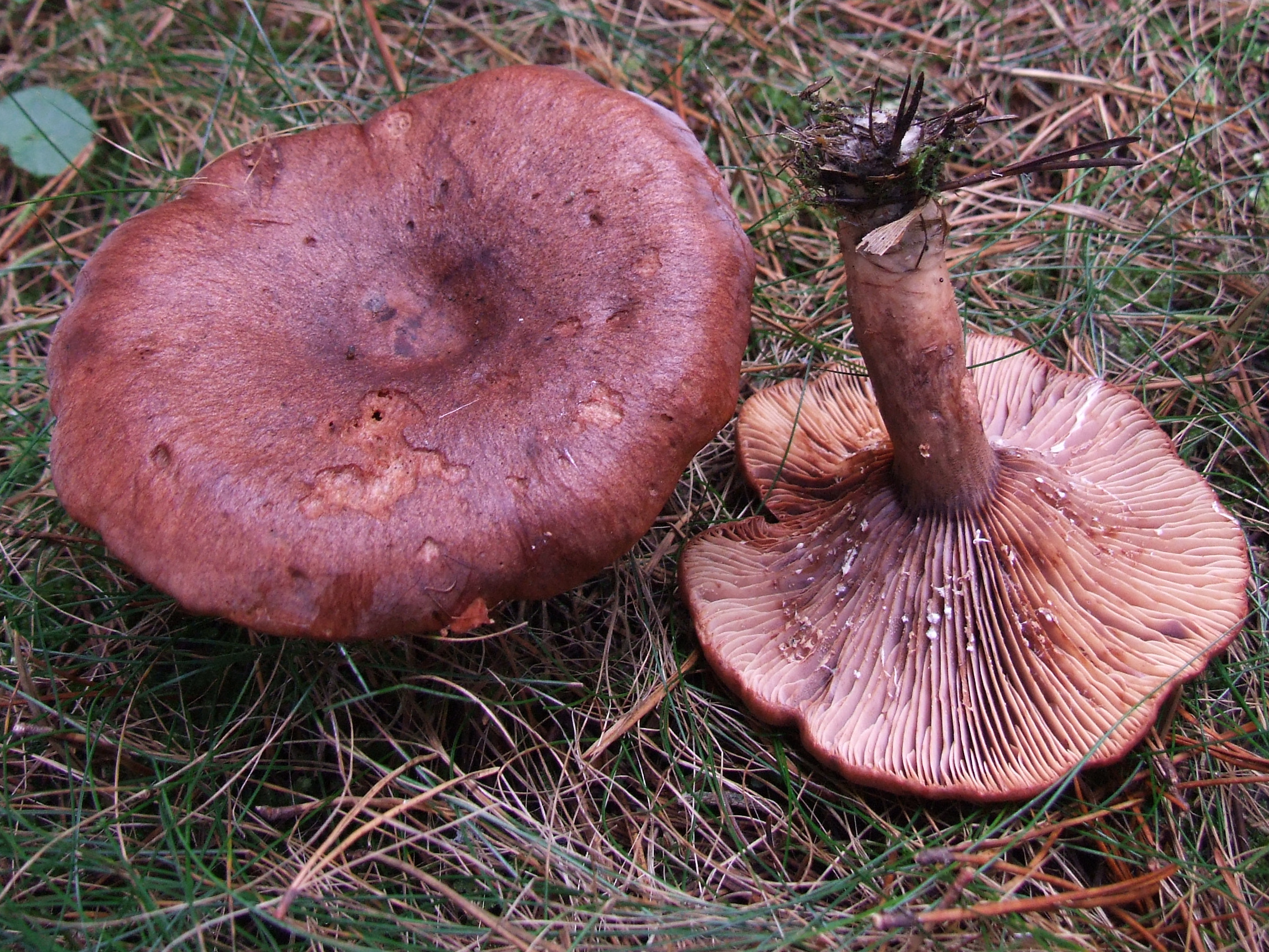
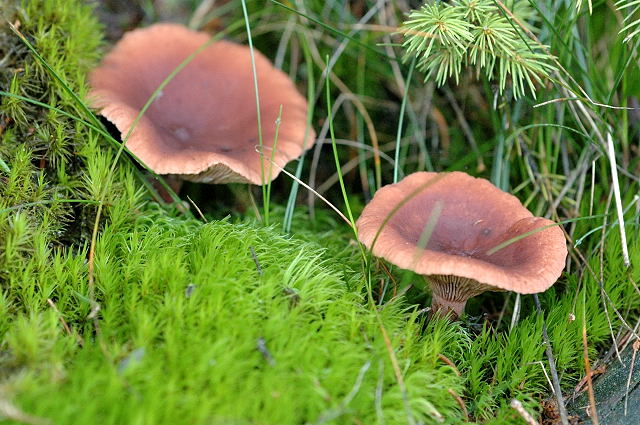
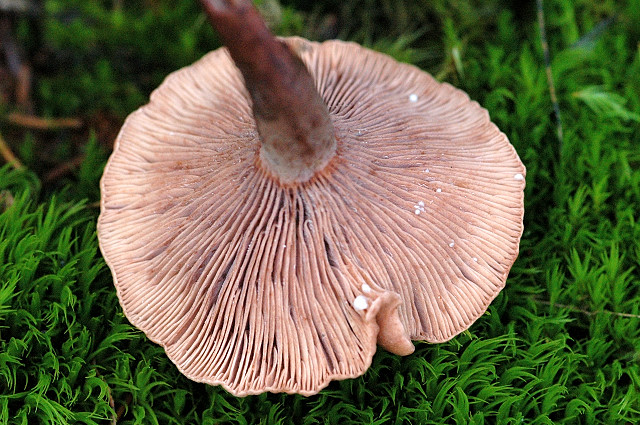